# Salea anamallayana
Espèce
Synonymes
- Lophosalea anamallayana Beddome, 1878
- Salea anamallayana triangularis Roux, 1928

Statut de conservation UICN

 LC  : Préoccupation mineure
Salea anamallayana est une espèce de sauriens de la famille des Agamidae.

## Répartition
Cette espèce est endémique du Sud des Ghats occidentaux en Inde, où elle vit à des altitudes allant de 1 700 à 2 300 m. Elle se rencontre au Kerala et au Tamil Nadu.
Elle vit dans les forêts humides de montagnes et dans les plantations de thé.

## Publication originale
- Beddome, 1878 : Description of a new genus of tree-lizard from the higher ranges of the Anamallays. Proceedings of the Zoological Society of London, vol. 1878, p. 153 (texte intégral).